# Herb gminy Stara Biała
Herb gminy Stara Biała – symbol gminy Stara Biała, ustanowiony 22 listopada 2007.

## Wygląd i symbolika
Herb przedstawia na czerwonej tarczy herbowej, w części dolnej biały herb Lubicz, a w górnej złotą koronę.